# Big Wednesday
Big Wednesday (prt Os Três Amigos) é um filme de 1978 dirigido por John Milius, baseado em parte na suas experiências em Malibu e numa pequena história que Denny Aaberg (o co-argumentista) tinha publicado em 1974 na Surfer Magazine intitulado No Pants Mance. O filme apresenta Jan-Michael Vincent, William Katt e Gary Busey no papel de surfistas californianos enfrentando a vida, a guerra do Vietname e usa a mudança constante das ondas como metáfora para as mudanças da vida.
Os fãs do surf consideram-no um dos melhores filmes relacionados com a modalidade, em parte devido às sequências de surf produzidas por Greg MacGillivray e à participação de vários campeões do mundo como duplos, e também pela seu realismo, sobretudo em comparação com os filmes "Turma da Praia" dos anos 1960. O realizador, John Milius, foi surfista na sua juventude.